# Фицуолтер, Роберт, 2-й барон Фицуолтер
Роберт Фицуолтер (англ. Robert FitzWalter; до 1300 — 6 мая 1328) — английский аристократ, 2-й барон Фицуолтер с 1326 года. Сын Роберта Фицуолтера, 1-го барона Фицуолтера, и Элеаноры де Феррерс. После смерти отца унаследовал семейные владения (главным образом в Эссексе) и баронский титул. Был женат на Джоан де Мултон, дочери Томаса де Мултона, 1-го барона Мултона из Эгремонта, и Элеаноры де Бург. В этом браке родился сын Джон, 3-й барон Фицуолтер.